# アクレ刑務所脱獄事件

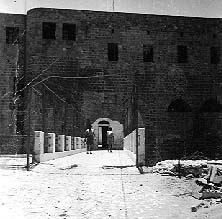
アクレ刑務所

アクレ刑務所脱獄事件（アクレけいむしょだつごくじけん、Acre Prison break）は、1947年5月4日に、当時イギリスの委任統治下に置かれていたパレスチナのアクレ（アッコ）にあった中央刑務所をイルグーン団が襲撃し、イルグーン団とレヒの収監者27人を脱獄させた出来事である。

## 経緯
イギリスがパレスチナを委任統治していた頃のアクレは、旧市街の城塞が刑務所として使われ、アラブ人700人とユダヤ人90人が収監されていた。後者はイギリス人に捕らえられたユダヤ人で、主として地下グループのハガナーやレヒ、イルグーン団のメンバーであった。囚人の中には、イルグーン団の作戦将校エイタン・リヴニ（Eitan Livni、ツィッピー・リヴニの父）もいた。
1947年4月19日、イギリスの第6空挺師団に捕らえられたイルグーン団のメンバー、ドヴ・グリューナー（Dov Gruner）、イェヒエル・ドレスナー（Yehiel Dresner）、モルデチャイ・アルカヒ（Mordechai Alkahi）、エリエゼル・カーシャーニー（Eliezer Kashani）の4人がアクレ刑務所で絞首刑に処され、イルグーン団で戦後初の「殉教者」となった。軍事裁判にかけられたドヴ・グリューナーは、イギリス陸軍と行政を「犯罪組織」と呼び、糾弾していた。
レヒとイルグーン団の囚人らは脱獄を検討したが、外部の助力なしには不可能だとの結論に至った。そこで、イルグーン団本部と連絡をとり、ある計画を持ちかけた。英国特別尋問グループの元メンバー、ドヴ・コーヘン（Dov Cohen）、別名「シムション」（"Shimshon"）が作戦リーダーに選ばれた。また、委任統治当局でエンジニアとして働き、刑務所を建設したロシア系ユダヤ人のアメリカ人、ペレス・エトケス（Peres Etkes）がイルグーン団に刑務所の詳細図面を提供し、計画の実行を助けた。

## 作戦

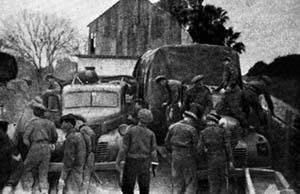
イギリス兵に変装したイルグーン団員ら

当初は4月に脱獄を決行する予定であったが、最終的には、パレスチナ問題についての話し合いが行われる国連総会の召集日、1947年5月4日の日曜日、午後4時に日時が変更された。アジト（隠れ処）の収容人数が限られていることから、イルグーン団の最高司令部は、脱獄させる囚人を団員30人とレヒ11人に絞り込んだ。司令部は、収監中のエイタン・リヴニとともに、脱獄と脱出のルートを入念に練った。兵站の準備は手が込んでいた。イルグーン団はトラック1台、ジープ1台、軍用ピックアップトラック2台と民間車両複数を購入し、イギリス車両に偽装した。イギリス陸軍の制服も調達した。脱獄者らが民衆に紛れ込めるよう、民間人の衣服も用意された。イルグーン団の偵察活動により、要塞には弱点のあることが分かっていた。それは、トルコ式風呂のすぐ上の南側の壁であった。そこで、イルグーン団から刑務所内へTNTが密かに送り込まれ、即席の手榴弾30発と爆弾2発が作られた。

## 脱獄決行

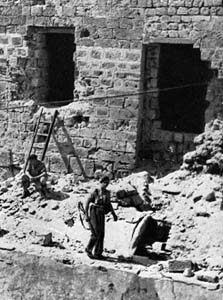
脱獄後の刑務所の壁

1947年5月4日日曜日、イルグーン団戦士らは、軍用トラック1台、イギリスのカモフラージュ色に塗られた軍用バン2台、民間用バン2台、その先頭を率いるコマンドジープからなる車団でアクレに到着した。戦士20人はイギリス陸軍工兵隊の服を着て、3人はアラブ人の服を着ていた。コマンドジープに乗っていた作戦の指揮官ドヴ・コーエンは、勲章をつけた陸軍工兵隊大尉に扮していた。トラックは刑務所の門の前で止まり、バン2台は近くの市場に止まった。14:00にドヴ・サロモン（Dov Salomon）およびYehuda Afiryonの指揮下にあるイルグーン団工兵部隊が作戦行動を開始した。イギリス陸軍工兵隊の電話技術者になりすました男らが車両からはしごを取り外し、TNT、ロープ、その他必要な資材を持って、すぐそこのトルコ式風呂に向かった。爆薬を仕掛けた彼らは、再び通りに下りた。
イルグーン団部隊が所定の位置に移動する一方で、刑務所内部では囚人らが計画を実行に移した。15:00に、午後の運動のために監房の扉が開かれた。陽動作戦に出るため、脱走メンバーに入っていない囚人が運動場に降り、脱走予定者は監房に残った。同時に、イルグーン団の封鎖分隊が、イギリスの追跡を遅らせるための地雷を付近の道路に敷設し、アラブ人に変装した陽動隊が、迫撃砲を持ってイギリス陸軍キャンプ近くに移動した。
16時22分、工兵隊が仕掛けた爆薬が爆発し、刑務所の壁の1つに大きな穴が開いた。爆音を聞いた陽動隊は、イギリス陸軍キャンプに向けて迫撃弾を発射し、退いた。その間に刑務所では、脱獄メンバーの第1グループが独房から急いで逃げ出し、壁の穴に向かった。外では大勢のアラブ人囚人が独房から飛び出してパニックになっており、その中を押し分けて進まねばならなかった。壁に穴が開いたのは、刑務所の灯油室であった。脱走メンバーは、密かに入手していた爆薬を使い、灯油室へ向かう経路上にある鉄の門2つを爆破した。脱走メンバーの第2グループは、脱出の経路上に可燃性物質のバリケードを作って点火し、看守がすぐに近づいて来られないようにした。煙幕と火の手で、爆発による混乱は激しさを増した。刑務所の運動場にいたアラブ人囚人らは、狂ったように叫び、走り始め、有刺鉄線のフェンスに激突する者もいれば、火事や爆発を恐れて独房に逃げ込む者、逆に独房から逃げ出す者もいた。
囚人に脱獄されていると考えたアラブ人看守らは、人だかりに向かって発砲し始めた。混乱の中、第3グループが刑務所の運動場に入り、屋根に配置された看守にめがけて手榴弾を数個投げ、彼らを追いやった。その爆発で他の囚人らの間にさらなるパニックと混乱が広がった。混沌に紛れて、2つのグループが壁の穴から逃げた。看守らは、何が起きているのかがわからず、運動場に入らなかった。その間、運動場や廊下を駆け巡っていたアラブ人囚人らが壁の穴に気づき始めた。その後1時間で、アクレ刑務所のアラブ人囚人394人のうち214人が壁の穴から逃げ出し、街に姿を消した。
脱獄メンバーの第1グループと打撃部隊の一部が乗り込んだ1台目のトラックは、その場から去ってアクレを出たものの、街のすぐ南でイギリス兵の待ち伏せに遭った。このイギリス兵らは、近くのビーチで海水浴をしていたところ、アクレ刑務所の騒ぎで生じた音に気づいて警戒していた。イギリス兵がトラックに発砲すると、運転手はこれをかわそうとしてトラックをサボテンの林の中へ突っ込ませ、車体が左側に横転してしまった。乗っていた男らは、トラックから転がり出て逃げようとしたところを、すぐにイギリス兵に発砲された。ドヴ・コーヘンは、イルグーン団戦士のニッシム・レヴィ（Nissim Levy）、それにザルマン・リフシッツ（Zalman Lifshitz）の2人と、近くの戦闘司令所にとめたジープのそばで待っていた。イギリス人が発砲を始めたとき、コーヘンはまず、その場に介入して囚人らを安全な場所に導こうと試みた。イギリス兵の制服を着ていたため、最初こそイギリス兵の標的にならずに済んだコーヘンであったが、最終的には、脱獄メンバーの援護射撃をするうちに、レヴィおよびリフシッツとともに撃たれてしまった。この戦闘で、脱獄メンバーと打撃部隊のメンバーのあわせて9人が死亡した。生け捕りになった者のなかには、負傷したまま治療を与えられずに刑務所で死亡した者もいた。1台目のトラックに乗った脱獄メンバーでは、ただ1人、ニッシム・ベナド（Nissim Benado）が捕獲を逃れた。しかし、重傷を負った彼は、後にハイファの隠れ家で死亡した。生存者らはまもなく捕らえられ、刑務所に戻された。

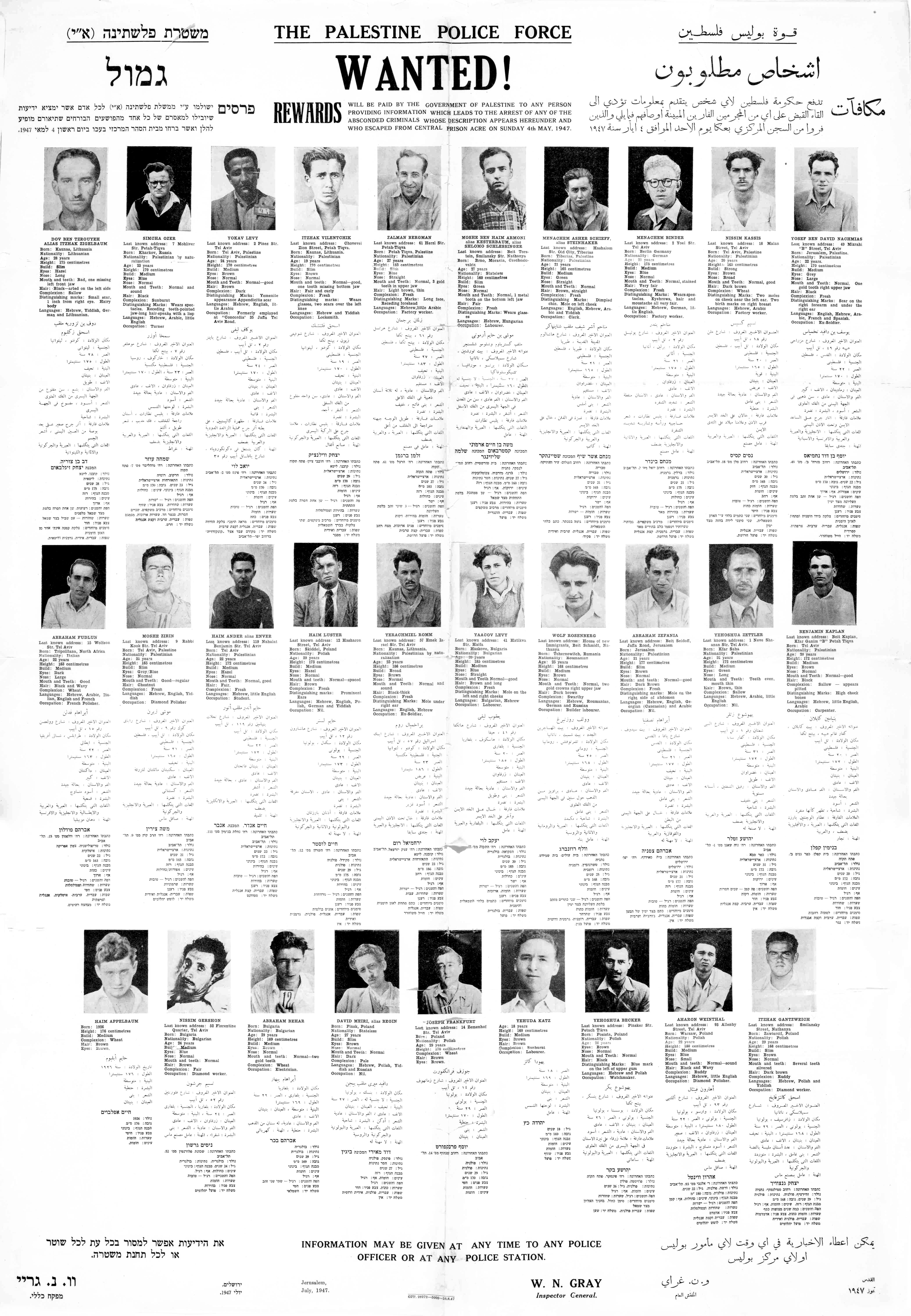
逃れたユダヤ人の指名手配ポスター

その他の脱獄メンバーと打撃部隊の隊員らは、急いで2台目と3台目のトラックに乗り込み、サロモンが封鎖分隊の呼び出しを始めた。撤退は順調に進んだが、サロモンはアヴシャロム・ハビブ（Avshalom Haviv）が指揮する1分隊を呼び出すのを忘れた。その一方で、1台のトラックにエンジントラブルが発生し、動けなくなった。乗員らがトラックを押すはめになり、運転手はその間にエンジンの始動を試みたが、アラブ人の暴徒がトラックを取り囲み、さまざまな物を投げつけ始めた。運転手がなんとかエンジンを始動させると、押手らはすばやくトラックに乗り込み、進路をさえぎるアラブ人らに向けて音響手榴弾1発を投げ込み、追い払った。その後、2台のトラックは合流し、アクレから走り去った。ハビブの封鎖分隊を通過したとき、トラックの男らはハビブに作戦行動の終了を告げたが、サロモンからの正式な命令が必要だと考えたハビブは、その場に留まった。突然、走り去るトラックの1台が発砲を受け、乗っていた脱獄者の1人が死亡した。封鎖分隊が埋めた地雷がイギリス軍の接近を阻み、イギリス兵5人が地雷1発で負傷した。ハビブの封鎖分隊が陣取っていた場所にイギリス軍がたどり着き、分隊は捕らえられた。
2台のトラックがアクレを脱出して海沿いの道から離れると、直後にイギリスのトラック1台が追跡を始めた。そのトラックの助手席にいた衛兵がピストルで逃亡者らに発砲し始めた。逃走車から追うトラックの進路に音響手榴弾が投げ込まれ、爆音とともに煙があがったため、追跡車の運転手が急ブレーキをかけた。こうして2台の逃走トラックは追跡を断ち切った。キブツ・ダリア（Dalia, Israel）に到着後、戦士らと脱獄者らはそこで乗物と武器を捨てた。逃亡グループのリーダー、エイタン・リヴニは、キブツでハガナーの男2人と会い、9時までは当局に連絡しないよう強く言った。その後彼らはビニャミナ（Binyamina-Giv'at Ada）の町まで歩き、その日は町に隠れて過ごした。翌朝、彼らは事前に指定された、パレスチナじゅうの隠れ家に分散した。逃亡者の総数は、イルグーン団とレヒの囚人27人のほかに、アラブ人囚人が214人であった。作戦行動中に命を落とした戦士のうち7人は、近くのShavei Tzionの墓地に埋葬されている。

## 余波

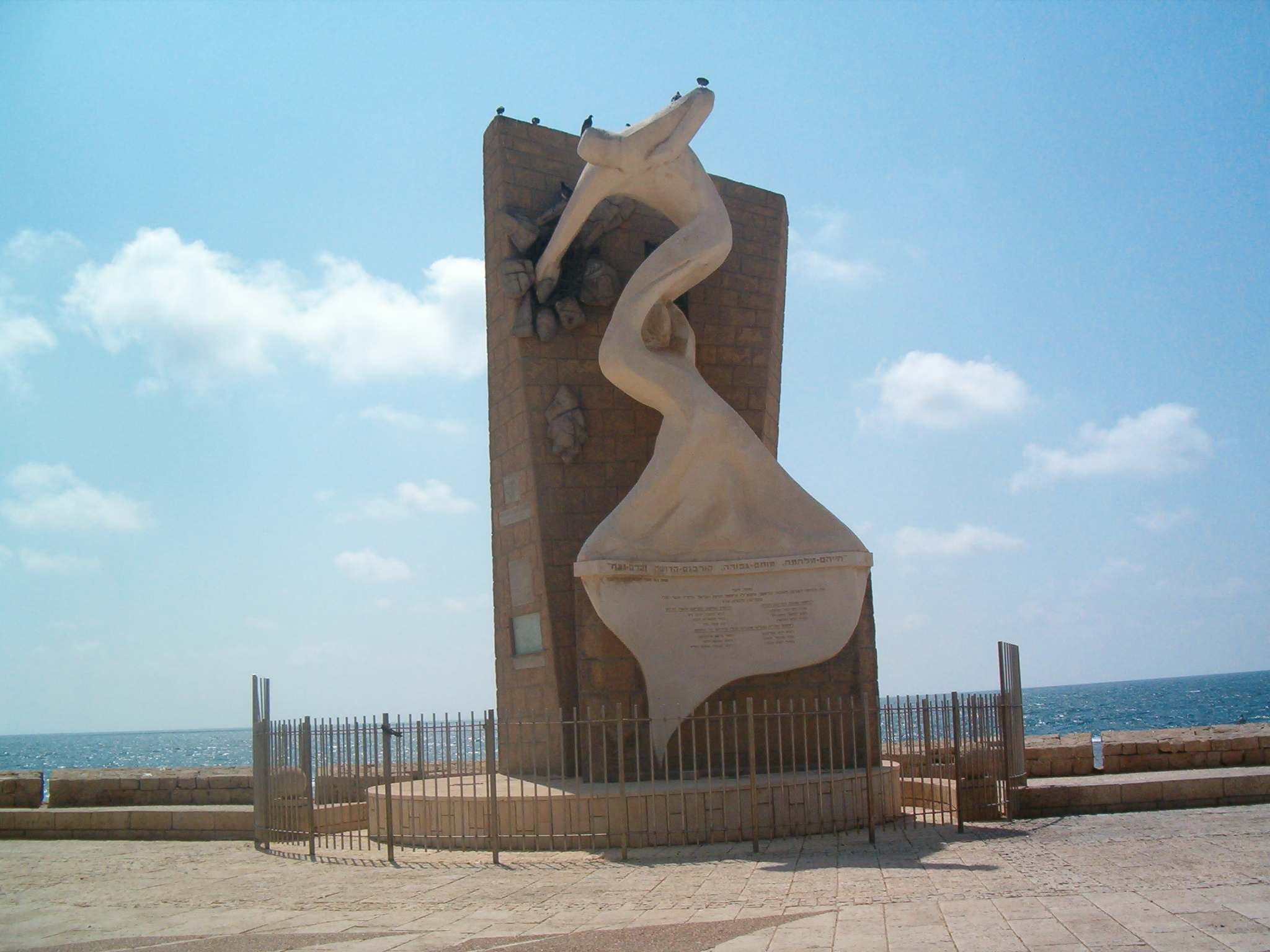
アクレ・プロムナード沿いの脱獄記念モニュメント

『ニューヨーク・ヘラルド・トリビューン』紙は、地下グループが「これまでで最も難しい野心的任務を完璧に」実行したと報じた。一方、イギリス下院（庶民院）では、のオリバー・スタンリー （Oliver Stanley）議員が、「英国の威信をどん底に落としたアクレ刑務所での出来事を鑑みて」政府はどのような行動をとるのかと質問した。
ユダヤ機関（Jewish Agency）は、脱獄を「無責任な自殺行為」と呼び、イルグーン団司令官メナヘム・ベギンはこれを英雄的行為と歓迎した。
捕らえられた封鎖分隊からの男5人、アヴシャローム・ハビブ、メイヤー・ナカ、ヤアコブ・ヴァイス、Amnon Michaelov、およびNahman Zitterbaumは、英国の軍事法廷で公判に付された。ハビブ、ワイス、ナカルは死刑を宣告された。MichaelovとZitterbaumは未成年だったために死刑を免れ、終身刑を受けた。死刑判決に対抗し、イルグーン団はイギリス軍軍人2人、クリフォード・マーティン（Clifford Martin）とマーヴィン・ペイス（Mervyn Paice）を誘拐し、イギリスが死刑を執行すれば彼らを殺すと脅した。英国当局が容赦せずに3人を絞首刑にすると、イルグーン団は軍曹2人を殺害し、ネタニア近くのユーカリの木に彼らの遺体をぶらさげた。この行動は、最終的にイギリスがパレスチナから撤退する主なきっかけの1つになったとされている。
アクレ刑務所からの脱獄事件は、他の作戦行動とともに、イシューブの士気に、そしてイスラエルの建国に向けた戦いに強い影響を及ぼした。また、イギリスの名声を大きく傷つけ、UNSCOP委員会（United Nations Special Committee on Palestine）の設立を加速したと考えられている。
アクレのプロムナードには、この作戦行動を記念するモニュメントが設置されている。